# Stomozoa murrayi
Stomozoa murrayi är en sjöpungsart som beskrevs av Kott 1957. Stomozoa murrayi ingår i släktet Stomozoa och familjen Stomozoidae. Inga underarter finns listade i Catalogue of Life.